# Desoxyguanosinemonofosfaat
Deoxyguanosinemonofosfaat of dGMP is een desoxyribonucleotide die is opgebouwd uit het nucleobase guanine, het monosacharide desoxyribose en een fosfaatgroep. Het kan worden gevormd door de hydrolyse van desoxyguanosinedifosfaat (dGDP), dat op zijn beurt is gevormd door hydrolyse van desoxyguanosinetrifosfaat (dGTP).
Desoxyguanosinemonofosfaat is, naast de andere monofosfaat-desoxyribonucleotiden, een van de bouwstenen van het DNA. Het vormt daarin waterstofbruggen met desoxycytidinemonofosfaat (dCMP).